# Carmen (Cotabato)
Carmen is een gemeente in de Filipijnse provincie Cotabato op het eiland Mindanao. Bij de laatste census in 2007 had de gemeente bijna 66 duizend inwoners.

## Geografie

### Bestuurlijke indeling
Carmen is onderverdeeld in de volgende 28 barangays:
| - Aroman - Bentangan - Cadiis - General Luna - Katanayanan - Kib-Ayao - Kibenes - Kibugtongan - Kilala - Kimadzil - Kitulaan - Langogan - Lanoon - Liliongan | - Macabenban - Malapag - Manarapan - Manili - Nasapian - Palanggalan - Pebpoloan - Poblacion - Ranzo - Tacupan - Tambad - Tonganon - Tupig - Ugalingan |

## Demografie
Carmen had bij de census van 2007 een inwoneraantal van 65.670 mensen. Dit zijn 19.761 mensen (43,0%) meer dan bij de vorige census van 2000. De gemiddelde jaarlijkse groei komt daarmee uit op 5,06%, hetgeen hoger is dan het landelijk jaarlijks gemiddelde over deze periode (2,04%). Vergeleken met de census van 1995 is het aantal mensen met 25.409 (63,1%) toegenomen.

De bevolkingsdichtheid van Carmen was ten tijde van de laatste census, met 65.670 inwoners op 1110,43 km², 36,3 mensen per km².